# The Final Storm
The Final Storm è un film del 2010 diretto da Uwe Boll.
Pellicola direct-to-video di produzione canadese-tedesco.